# Pente d'eau

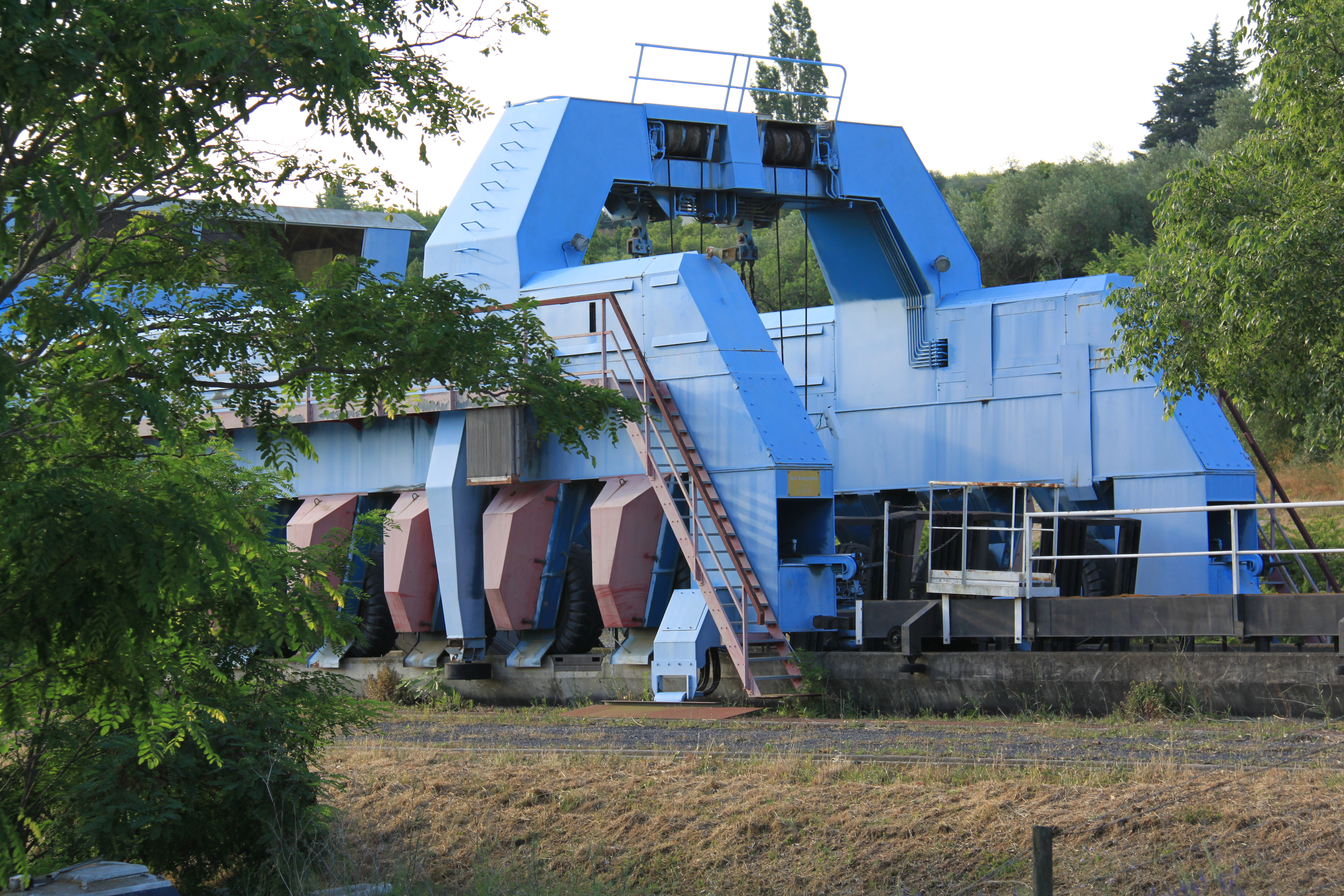
Motrice de la pente d'eau de Fonseranes.

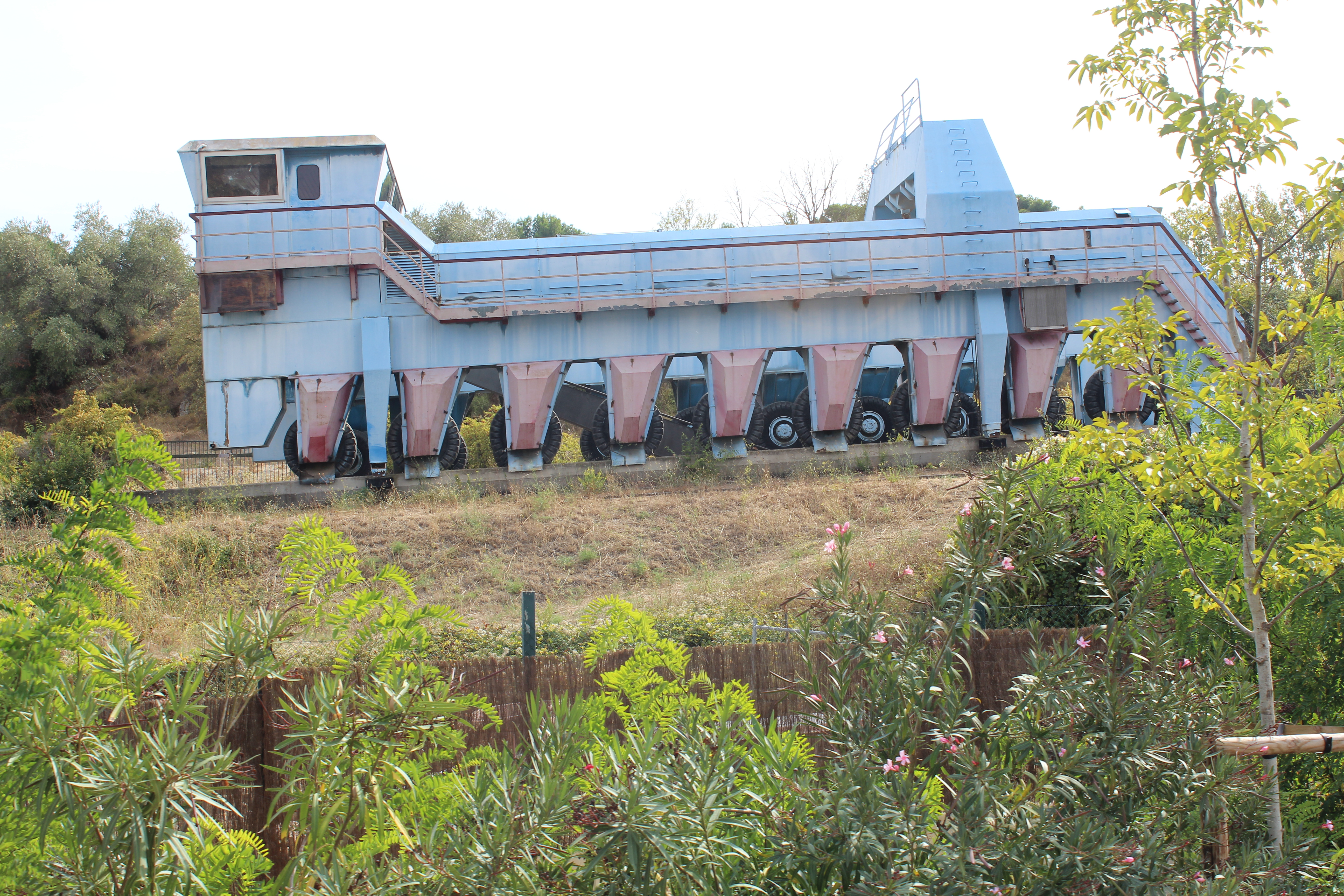
Motrice de la pente d'eau de Fonseranes.

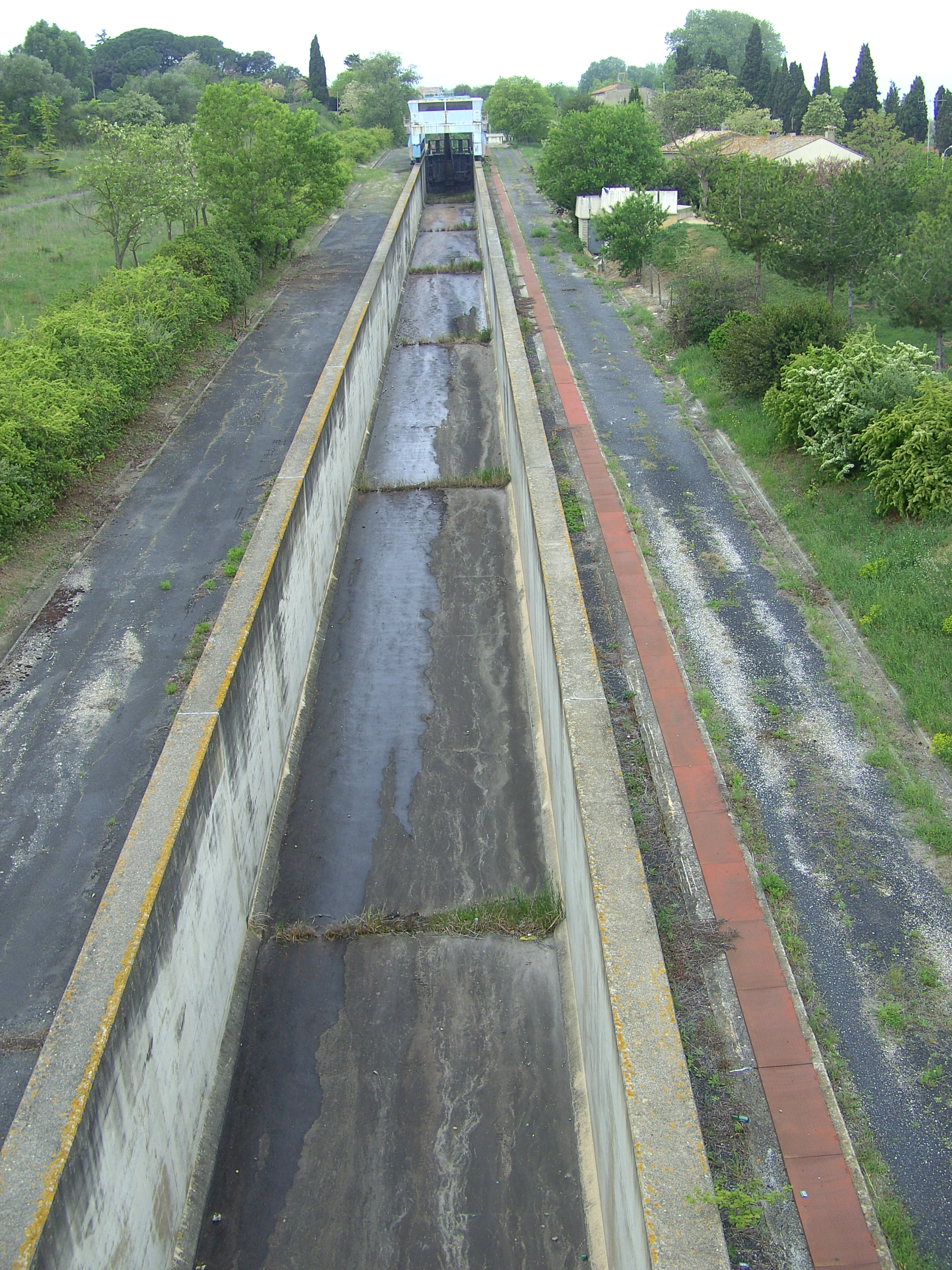
Haute (Fonseranes)

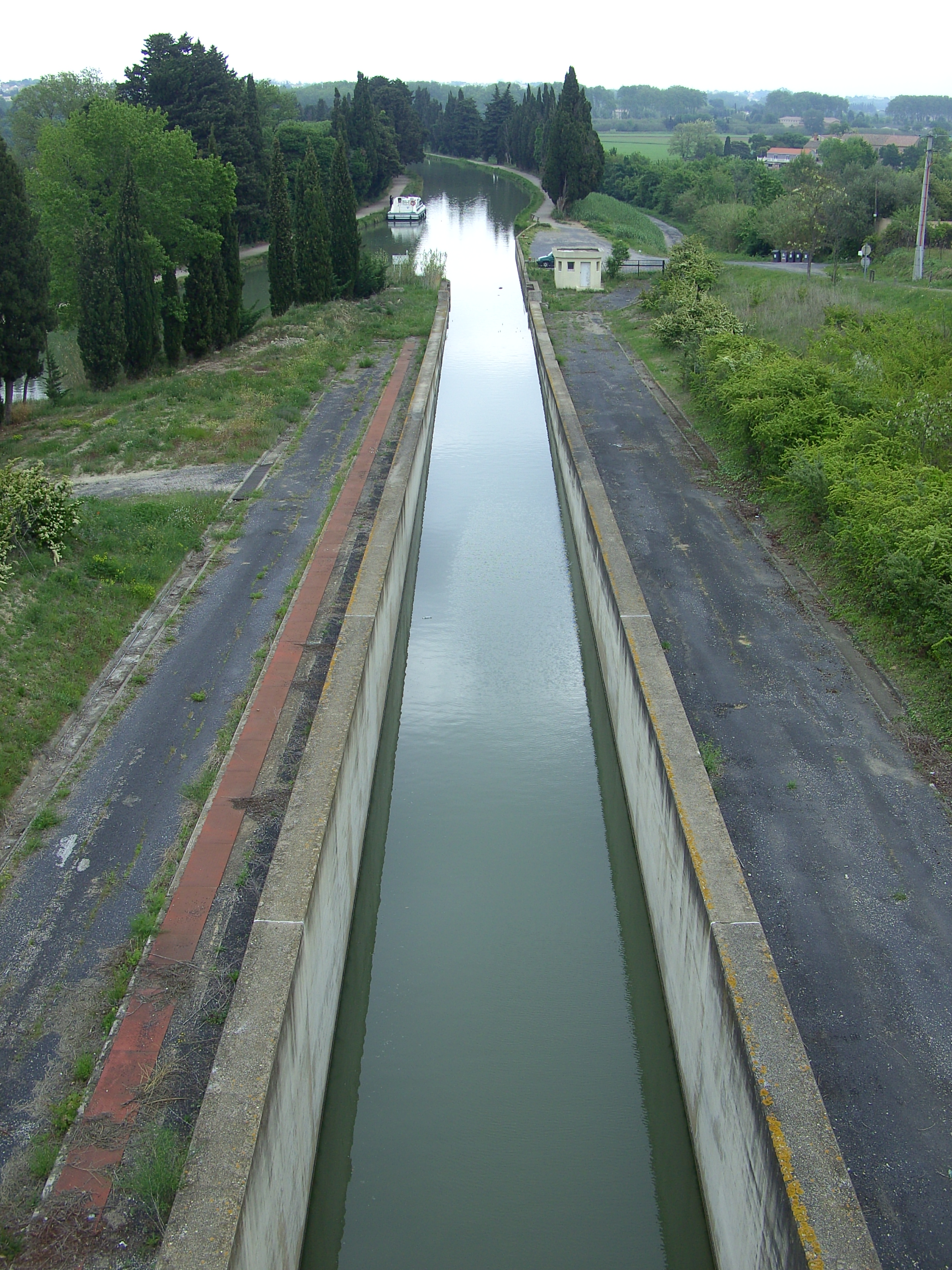
Basse (Fonseranes)

La pente d'eau est un ouvrage de franchissement de chute, conçue sous le nom d'écluse inclinée par un ingénieur allemand au XIXe siècle, Julius Greve, redécouverte au XXe siècle par l'ingénieur français René Bouchet et brevetée puis réalisée par l'ingénieur Jean Aubert. Il vise à remplacer les ascenseurs et les plans inclinés, car il n'est limité en longueur, donc en hauteur de chute, que par la topographie et le trafic à écouler.

## Fonctionnement
Pour monter, le bateau entre dans une rigole légèrement inclinée et une sorte de bouclier ferme le couloir derrière lui. Ce bouclier est poussé par des motrices roulant sur les bords de cette rigole et déplace un coin d'eau qui porte le bateau jusqu'au niveau amont. Une fois en haut, une porte s'ouvre et met le couloir en communication avec le bief amont. Le bateau sort et continue son chemin.
Pour descendre, le principe est le même, sauf que le bouclier et les motrices retiennent le coin d'eau le temps de la descente jusqu'au bief aval.
Le principe est extrêmement sûr. Si les motrices du bouclier perdaient leur adhérence, l'ensemble glisserait jusqu'à rencontrer l'eau du bief aval, et le bouclier serait freiné progressivement au fur et à mesure qu'il s'enfoncerait dans le bief, jusqu'à s'arrêter sans dommage. La rupture de câbles dans un ascenseur ou un plan incliné serait par contre dramatique.

## Les pentes d'eau en France

Schéma des écluses de Fonseranes, en haut les 8 écluses originelles et en bas la pente d'eau.

Les deux pentes d'eau qui existent en France sont toutes les deux hors-service et situées dans le Sud :
- une à Montech[2], près de Montauban, située sur le canal latéral à la Garonne opérationnelle pendant 35 ans (1973-2008) puis transformée en musée.

- une à Fonseranes[3], près de Béziers, construite en 1984 sur le canal du Midi (à l'abandon)[4].